# Ариана 3
Ариана 3 е ракета носител, разработена от Европейската космическа агенция (ЕКА), която е използвана за общо единадесет изстрелвания в периода 1984 до 1989 година. Член е на ракетно семейство Ариана и произлиза от Ариана 2. Разработена е от CNES и е произвеждана от Aérospatiale във Франция.